# Décembre 1910

## Événements
- Droit de grève au Portugal.

- 8 décembre : le Français Georges Legagneux bat le record d'altitude en avion : 3 100 mètres, sur un « Blériot ».

- 11 décembre : premier vol en circuit fermé de plus de 500 km, par Georges Legagneux à Pau (515,9 km en 5 heures et 59 minutes).

- 15 décembre : possible (controversé) premier vol en avion en Asie. Le Belge Van den Born effectue un vol à Saïgon.

- 18 décembre : le Français Henri Farman bat le record de durée de vol : 8 heures, 12 minutes et 47 secondes sur un « Farman ».

- 18 décembre : Thomas Sopwith remporte le prix du baron de Forest avec son biplan Howard T Wright[1].

- 20 décembre : le Belge J. Tijck effectue le premier vol en avion en Inde (Calcutta).

- 22 décembre : la Belge Hélène Dutrieu remporte la Coupe Fémina en couvrant 167,2 km en 2 heures et 35 minutes.

- 30 décembre : le Français Tabuteau remporte sur un « M. Farman », la Coupe Michelin Internationale 1910 en couvrant 584,745 km en 7 heures, 48 minutes et 31 secondes.

- 31 décembre :
  - le Français Henri Farman remporte la « Coupe Archdeacon » en effectuant un vol de 350,080 km;
  - S.F. Cody remporte le Trophée « British Empire Michelin » avec un vol de 185 miles et 787 yards en 4 heures et 47 minutes. Très distancés à l'époque des pionniers, les Britanniques ont rattrapé une bonne partie de leur retard sur les Français.

## Naissances
- 1er décembre : Louis Slotin, physicien nucléaire († 30 mai 1946).
- 6 décembre : André Boite, supercentenaire français († 15 juillet 2022).
- 15 décembre :
  - Louis Hardiquest, coureur cycliste belge († 20 janvier 1991).
  - John H. Hammond, producteur de musique américain († 10 juillet 1987).
- 19 décembre : Jean Genet, écrivain français († 15 avril 1986).
- 24 décembre : William Hayward Pickering, ingénieur néo-zélandais († 15 mars 2004).

## Décès
- 3 décembre :
  - Mary Baker Eddy, fondatrice américaine de la Science chrétienne (° 16 juin 1821).
  - Ludwig von Löfftz, peintre allemand (° 21 juin 1845).